# Lochmaeocles basalis
Lochmaeocles basalis là một loài bọ cánh cứng trong họ Cerambycidae.